# Mirela Demirewa
Mirela Krasimirowa Demirewa (bulgarisch Мирела Красимирова Демирева, engl. Transkription Mirela Krasimirova Demireva; * 28. September 1989 in Sofia) ist eine bulgarische Leichtathletin, die sich auf den Hochsprung spezialisiert hat. Zu ihren größten Erfolgen zählt die Silbermedaille bei den Olympischen Spielen 2016 sowie zwei Silbermedaillen bei Europameisterschaften.

## Sportliche Laufbahn
Erste Erfahrungen bei internationalen Meisterschaften sammelte Mirela Demirewa im Jahr 2006, als sie bei den Juniorenweltmeisterschaften in Peking mit übersprungenen 1,78 m in der Qualifikationsrunde ausschied. Anschließend gewann sie bei den Balkanspielen in Zenica mit einer Höhe von 1,78 m die Bronzemedaille. Im Jahr darauf belegte sie bei den Balkan-Meisterschaften in Sofia mit 1,80 m den vierten Platz und gewann anschließend bei den Junioreneuropameisterschaften in Hengelo mit 1,82 m die Bronzemedaille. Zudem siegte sie mit 1,78 m bei den Balkan-Juniorenmeisterschaften in Kragujevac und wurde bei den Militärweltspielen in Hyderabad mit derselben Höhe Fünfte. 2008 gewann sie bei den Balkan-Hallenmeisterschaften in Piräus mit 1,80 m die Bronzemedaille und im Juli sicherte sie sich bei den Juniorenweltmeisterschaften in Bydgoszcz mit übersprungenen 1,86 m die Silbermedaille. 2009 gewann sie bei den Balkan-Hallenmeisterschaften in Piräus mit 1,84 s die Silbermedaille und gewann Anfang Juni bei den Militär-Weltmeisterschaften in Sofia mit 1,85 m ebenfalls Silber. Anschließend klassierte sie sich bei den U23-Europameisterschaften in Kaunas mit einer Höhe von 1,83 m auf dem siebten Platz. Zwei Jahre später schied sie dann bei den U23-Europameisterschaften in Ostrava mit 1,80 m in der Qualifikationsrunde aus und 2012 belegte sie bei den Europameisterschaften in Helsinki mit 1,92 m den achten Platz.
2013 klassierte sie sich bei den Halleneuropameisterschaften in Göteborg mit 1,87 m auf dem siebten Platz und Ende Juli gewann sie bei den Balkan-Meisterschaften in Stara Sagora mit 1,92 m die Silbermedaille, ehe sie bei den Weltmeisterschaften in Moskau mit übersprungenen 1,83 m in der Qualifikationsrunde aus. Im Jahr darauf gewann sie bei den Balkan-Meisterschaften in Pitești mit 1,87 m erneut die Silbermedaille und anschließend verpasste sie bei den Europameisterschaften in Zürich mit 1,85 m den Finaleinzug. 2015 gelangte sie bei den Halleneuropameisterschaften in Prag mit einer Höhe von 1,87 m auf Rang 13 und Anfang August siegte sie mit 1,92 m bei den Balkan-Meisterschaften in Pitești, ehe sie bei den Weltmeisterschaften in Peking mit 1,88 m im Finale den neunten Platz belegte. Im Jahr darauf verteidigte sie bei den Balkan-Meisterschaften in Pitești mit 1,91 m ihren Titel und gewann anschließend bei den Europameisterschaften in Amsterdam mit übersprungenen 1,96 m gemeinsam mit Airinė Palšytė die Silbermedaille hinter der Spanierin Ruth Beitia. Daraufhin nahm sie erstmals an den Olympischen Sommerspielen in Rio de Janeiro teil und gewann dort mit einem Sprung über 1,97 m im Finale die Silbermedaille hinter der Spanierin Beitia.
2017 gewann sie bei den Balkan-Meisterschaften in Novi Pazar mit 1,88 m die Silbermedaille und anschließend belegte sie bei den Weltmeisterschaften in London mit 1,92 m im Finale den siebten Platz. Im Jahr darauf brachte sie bei den Balkan-Hallenmeisterschaften in Istanbul keinen gültigen Versuch zustande und gelangte anschließend bei den Hallenweltmeisterschaften in Birmingham mit 1,89 m auf den sechsten Platz. Zum Auftakt der Diamond League wurde sie mit 1,94 m Zweite beim Meeting in Shanghai und auch bei der Golden Gala in Rom wurde sie mit derselben Höhe Zweite. Anfang Juni übersprang sie beim Bauhaus-Galan in Stockholm erstmals zwei Meter und landete dort ebenfalls auf Platz zwei und im Juli siegte sie dann mit 1,94 m beim Meeting in Rabat. Anschließend siegte sie mit 1,95 m bei den Balkan-Meisterschaften in Stara Sagora und erreichte dann bei den Europameisterschaften in Berlin das Finale und gewann dort mit einer übersprungenen Höhe von 2,00 Meter die Silbermedaille hinter der Russin Marija Lassizkene. 2019 wurde sie bei der Doha Diamond League mit 1,91 m Zweite und bei den Bislett Games in Oslo gelangte sie mit 1,94 m auf Rang drei, wie auch bei der Athletissima in Lausanne mit 1,97 m. Daraufhin wurde sie beim Herculis mit 1,94 m Zweite und siegte mit einer Höhe von 1,91 m bei den Balkan-Meisterschaften in Prawez. Ende September gelangte sie bei den Weltmeisterschaften in Doha erneut bis ins Finale und klassierte sich dort mit 1,89 m auf dem zehnten Platz. 2021 nahm sie erneut an den Olympischen Sommerspielen in Tokio teil und wurde dort mit 1,93 m im Finale Zwölfte. 
2022 siegte sie bei den Balkan-Hallenmeisterschaften in Istanbul mit 1,92 m und belegte anschließend bei den Hallenweltmeisterschaften in Belgrad mit 1,88 m den achten Platz. Im Juni gewann sie bei den Balkan-Meisterschaften in Craiova mit 1,93 m die Silbermedaille hinter der Rumänin Daniela Stanciu und anschließend belegte sie bei den Europameisterschaften in München mit 1,86 m im Finale den neunten Platz. Nach einem Jahr Wettkampfpause siegte sie 2024 mit 1,89 m bei den Balkan-Hallenmeisterschaften in Istanbul. Im Mai gewann sie bei den Balkan-Meisterschaften in Izmir mit 1,86 m die Silbermedaille hinter der Türkin Buse Savaşkan und kurz darauf belegte sie bei den Europameisterschaften in Rom mit 1,93 m den vierten Platz. Im August verpasste sie bei den Olympischen Sommerspielen in Paris mit 1,88 m den Finaleinzug.
In den Jahren 2007 und 2008 sowie 2011, 2013 und 2014 und 2024 wurde Demirewa bulgarische Meisterin im Hochsprung im Freien sowie 2008 und 2009 in der Halle.

## Auszeichnungen
- Sportler des Jahres: 2016